# (24681) Granados
(24681) Granados est un astéroïde de la ceinture principale.

## Description
(24681) Granados est un astéroïde de la ceinture principale. Il fut découvert le 29 décembre 1989 à l'observatoire de Haute-Provence par Eric Walter Elst. Il présente une orbite caractérisée par un demi-grand axe de 2,26 UA, une excentricité de 0,08 et une inclinaison de 7,4° par rapport à l'écliptique.
L'astéroïde est nommé en l'honneur du compositeur et pianiste espagnol Enrique Granados (1867-1916).

## Compléments